# محمية متحف ميخائيلوفسكوي

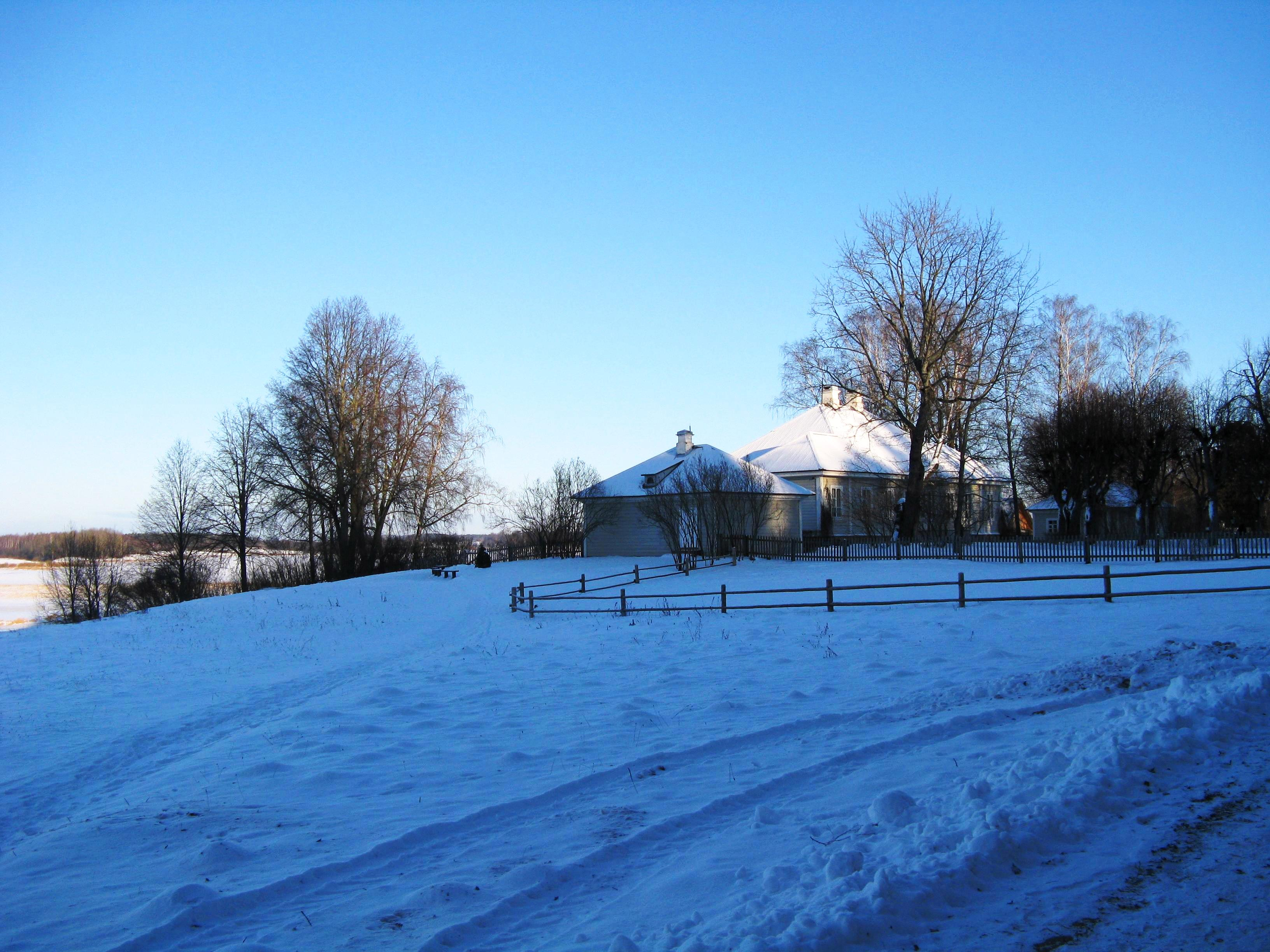

محمية متحف ميخائيلوفسكوي (بالروسية: Музей-заповедник Михайловское)‏ (رسميًا: متحف الدولة الخاص بألكسندر بوشكين «ميخائيلوفسكوي») عبارة عن مجمع متحفي مخصص للشاعر الروسي ألكسندر بوشكين، مؤسس الأدب الروسي الحديث. يقع المتحف في منطقة بوشكينوجورسكي بمنطقة بسكوف في شمال غرب روسيا، في المناطق المحيطة بمستوطنة بوشكينسكي جوري وفي القرى المجاورة بما في ذلك ميخايلوفسكوي، حيث كان لدى بوشكين عقار عائلي.

## التاريخ
في عام 1742، منحت الإمبراطورة إليزابيث الأرض المحيطة بقرية ميخائيلوفسكوي لأبرام بتروفيتش غانيبال. كانت والدة بوشكين، ناديجدا أوسيبوفنا بوشكينا (غانيبال)، حفيدة أبرام غانيبال. زار بوشكين المحمية بشكل منتظم، ونُفِيَ هناك أيضًا بين عامي 1824 و1826. قُتل في مبارزة في يناير 1837 في سانت بطرسبرغ، ودُفن في دير سفياتوغورسكي في ما يعرف الآن باسم بوشكينسكي غوري. ظلت الترِكة في الأسرة حتى عام 1899، عندما اشترتها الدولة من ابنه غريغوري بوشكين.
جرت محاولة فاشلة لفتح متحف صغير الحجم في عام 1911، وبعد ذلك خلال ثورة أكتوبر عام 1917 تم إحراق العقار. في 17 مارس 1922، تم إعلان ميخائيلوفسكوي، وتريجورسكوي، وأُقيم قبر بوشكين في دير سفياتوغورسكي كنصب تذكاري للدولة وافتتح كمتحف (محمية متحف بوشكين) في عام 1936، تمت إضافة دير سفياتوغورسك بأكمله، بالإضافة إلى ملكية بتروفسكوي، التي كانت في السابق مملوكة لعم بوشكين، والمناطق المجاورة. تعرض المتحف للنهب الشديد خلال الحرب العالمية الثانية. بعد الحرب، تم إجراء أعمال ترميم واسعة النطاق.
في عام 1992، تم نقل الدير إلى ممتلكات الكنيسة الأرثوذكسية الروسية، وفي عام 1995، تم توسيع المتحف، وتغيير اسمه إلى محمية متحف ميخائيلوفسكوي.

## روابط خارجية
- Museum-Reserve of A.S Pushkin at Google Cultural Institute